# Robert Hunter (scrittore)
(Robert Hunter, Terrapin Station)
Robert Hunter (Arroyo Grande, 23 giugno 1941 – San Rafael, 23 settembre 2019) è stato un poeta, paroliere e musicista statunitense, famoso in particolar modo come paroliere dei Grateful Dead e per la sua trentennale collaborazione con Jerry Garcia.
Appassionato di bluegrass, Hunter fu uno sperimentatore di sostanze stupefacenti e allucinogene insieme allo scrittore Ken Kesey: provò (a pagamento) gli effetti dell'LSD e della mescalina. Queste esperienze influirono molto sulla sua opera come artista.
Scrisse alcuni dei testi dei Grateful Dead, il gruppo del suo amico Jerry Garcia. La prima collaborazione di Garcia e Hunter fu per il celebre brano Dark Star. In seguito scrisse parte del testo di Alligator (da Anthem of the Sun), per diventare nel 1969 il paroliere ufficiale del gruppo. Hunter rimase in questo ruolo fino alla morte di Garcia (1995).
Hunter ha anche realizzato numerosi album solisti. Alcuni sono veri e propri album musicali, spesso basati su cover dei Grateful Dead; altri (per esempio Flight of the Marie Helena e Duino Elegies) sono letture di opere con accompagnamento musicale.
Ha collaborato a lungo col cantautore americano Bob Dylan, a partire dall'album Down in the Groove del 1988 scrivendo il testo e le musiche per il brano "Silvio" e per il brano "Ugliest Girl in The World". Poi, nel 2009, scriverà insieme a Dylan i testi e le musiche dell'album Together Through Life e in seguito nell'album Tempest del 2012 scriverà insieme al grande cantautore americano il primo brano del disco dal titolo "Duquesne  Whistle". 

## Curiosità
L'opera più lunga di Robert Hunter fu concepita per il testo di quella che avrebbe dovuto essere la title track di Terrapin Station dei Grateful Dead. Garcia però riuscì a usare solo una parte del testo, e il brano prese il nome Terrapin Station Part 1. Il resto dei versi, che Garcia intendeva usare nelle successive "parti", non furono mai inseriti nei dischi dei Dead. Hunter in seguito riprese Terrapin Station nel suo disco Jack O'Roses, sovrapponendo la parte di testo mancante alla parte strumentale originale.

## Discografia
- Tales of the Great Rum Runners - 1974
- Tiger Rose - 1975
- Alligator Moon - non pubblicato
- Jack O'Roses - 1980
- Amagamalin Street - 1984
- Live '85 - live, 1985
- Flight of the Marie Helena - 1985
- Rock Columbia - 1986
- Duino Elegies - 1988
- Liberty (Robert Hunter) - 1988
- Box of Rain - live, 1990
- Duino Elegies/The Sonnets to Orpheus - 1993
- Sentinel - 1993